# Amalienborg
Amalienborg er et slotsanlæg i Frederiksstaden i København og er hovedresidens for det danske Kongehus.
Anlægget består af fire næsten ens palæer, der omkranser en ottekantet slotsplads. Amalienborg er et hovedværk i dansk bygningskunst og nok det fornemste stykke rokokoarkitektur i Danmark og måske et af de fineste eksempler i Europa. Kulturarvsstyrelsen har sat Amalienborg med omgivelser på den danske tentativliste over natur- og kulturværker, der søges optaget på UNESCOs liste over verdenskulturarv.

## Sophie Amalienborg
Området, hvor Frederiksstaden ligger, blev først indlemmet i København ved den store byudvidelse, som Christian 4. foretog. Området øst for Bredgade blev dog opgivet som handels- og boligkvarter. I 1660 havde dronning Sophie Amalie opkøbt en række grunde i det ubebyggede område for at opføre et lystslot til erstatning for sin landejendom Dronningens Enghave ud for Vesterport, der blev ødelagt under svenskernes belejring af København 1658-1660. På trods af de dårlige tider efter Svenskekrigene lykkedes det dronningen at skaffe midler, så hun i 1667-1673 kunne opføre lystslottet Sophie Amalienborg. Bygningen var ikke stor. Den var opført i barokstil som en italiensk villa: et "casino" med høj underetage, en hovedetage og en lav mezzanin. Hovedfløjen havde et fladt tag, der afsluttedes med en balustrade. I midten stod et tårn, udformet som et "Belvedere". Dronning Sophie Amalie holdt meget af sit nye lystslot og døde her i 1685. Fire år senere nedbrændte det blot 16 år gamle slot. I anledning af Christian 5.s 44 års fødselsdag den 15. april 1689 blev der afholdt en festforestilling i et operahus, der var en midlertidig træbygning, bygget tæt op ad slottet. Kongen var begejstret for forestillingen og ønskede den gentaget for offentligheden. Men da var operahusets udsmykning med silketapeter, mos, enebærris og frugter blevet knastør. Ved et uheld væltede en af de 800 olielamper, og ilden fik fat i dekorationen og antændte bygningen. Da alle dørene åbnede indad, blev det sørgelige resultat, at 180 mennesker indebrændte, og operahuset og slottet forvandledes til en ruindynge. Der findes en del minder fra katastrofen rundt om i København. Inden for porten til Ny Vestergade nr. 20 er en tavle: "Johan Jürgen, en af Stadens 32 mænd og directeur for Børnehuset, byggede denne gård i 1683. 
| Citat | Skæbnen brat hans lykke vendte, tvende døtre indebrændte, da Amalienborg i flammer, lyste over stadens jammer. | Citat |
| [ 8 ] | |       |

## Nye slotsplaner
Efter den frygtelige brand havde kun den østre fløj, der rummede en kirke, samt det store haveanlæg, overlevet branden. Kirken blev anvendt af hæren, indtil Garnisons Kirke stod færdig i 1706. Haven og de omkringliggende områder blev omlagt efter planer udarbejdet af den alsidige Ole Rømer. Disse anlægsarbejder var en forberedelse for Christian 5.s drømmeprojekt – opførelsen af nyt stort residensslot på Amalienborg-området som erstatning for det gammeldags og upraktiske Københavns Slot. Da Danmark omkring 1690 havde fået et nogenlunde godt forhold til Sverige, blev det muligt at få den svenske hofarkitekt Nicodemus Tessin den yngre til at fremlægge sit forslag. I 1694 afleverede han et forslag til et stort trefløjet slot – ikke ulig Stockholms Slot, som Tessin var ved at opføre. Men der manglede penge til gennemførelsen, og efter Christian 5.s død i 1699 blev planerne skrinlagt. Efterfølgeren Frederik 4. lod noget af arealet udlægge tíl en mønstringsplads for Københavns garnison. Arkitekten J. C. Krieger opførte en ottekantet pavillon, som kongen kunne opholde sig i under tropperevyerne.

## De fire adelige palæer
Christian 6. havde ikke interesse for haveanlægget på Sophie Amalienborg-grunden. Flere københavnske købmænd og skibsredere ytrede ønske om at udnytte grunden til bebyggelse. Disse tanker blev først ved Frederik 5.s tronbestigelse forenet med ønsket om at markere den Oldenborgske kongeslægts 300-års jubilæum på den danske trone ved at anlægge en helt ny bydel, Frederiksstaden. Tanken var at skabe et nyt monumentalt kvarter med en pragtfuld ny kirke, Frederikskirken eller Marmorkirken. Bydelens gader skulle mødes i en central plads, der skulle omgives af fire ens palæer ("Hotels") – bygget af private bygherrer, men efter fælles idé af hofbygmesteren Nicolai Eigtved. Disse palæer er vore dages Amalienborg. Byggeriet indledtes i 1750.
Imidlertid var Eigtved ikke ophavsmanden til den ottekantede plads. Ideen kom fra den tyske arkitekt og kunstmaler Marcus Tuscher, der lavede såvel en plan og et udkast til en fontæne med rytterstatue i tung, altmodisch italiensk barokstil á la Bernini. Det monument blev også udført som en nu forsvundet model af Johann Christoph Petzold. Fontænen faldt ikke i god jord, og Tuscher døde allerede 1751, men pladsen blev udført som en oktogon – dog i en noget anden udformning og med andre mål end dem, der findes på hans udkast. Midt på slotspladsen kom rytterstatuen af Frederik 5. til at stå. Den blev lavet af Jacques-François-Joseph Saly og indviet efter mange års forsinkelse i 1771. Asiatisk Kompagni, som A.G. Moltke var præsident for, påtog sig en del af udgiften til soklen o.a. for monumentet, hvilket blev en bekostelig affære for kompagniet.

### De adelige bygherrer
Det var naturligt, at den sandsynlige ophavsmand til ideen om Frederiksstaden fandtes blandt de fire bygherrer: Frederik 5.s gode ven, overhofmarskal grev Adam Gottlob Moltke, gehejmekonferensråd grev Christian Frederik von Levetzau, baron Joachim von Brockdorff og gehejmekonferensråd baron Severin Leopoldus Løvenskiold. De tilhørte alle den nye adel. Løvenskiold måtte sælge sit ufærdige palæ til enkegrevinde Anna Sophie Schack i 1754, da projektet simpelthen havde lagt hans økonomi i ruiner.

### Opførelsen af palæerne
Arbejdet med alle fire palæer begyndte i 1750. Hvor palæerne udvendigt skulle være identiske, var der plads til variation i det indre. Moltkes palæ blev det første; der stod færdigt i 1754. Eigtved ledede personligt indretningen, og interiøret blev det fornemste. Eigtved døde få måneder efter palæets indvielse. Arbejdet med de øvrige palæer fortsatte under ledelse af andre arkitekter som Laurids de Thurah, Christian Joseph Zuber og Philip de Lange. Brockdorffs palæ stod færdigt i 1758, Levetzaus i 1760, mens Schacks palæ blev en del forsinket, blandt andet på grund af ejerskiftet i 1754 og en brand kort tid efter; det blev færdiggjort i 1755.

## De fire palæer
- Christian VII's Palæ, eller Moltkes Palæ – det sydvestlige palæ, er gæste- og repræsentationspalæ.
- Christian VIII's Palæ, eller Levetzaus Palæ – det nordvestlige palæ, Amalienborgmuseet.
- Frederik VIII's Palæ, eller Brockdorffs Palæ – det nordøstlige palæ, tidligere dronning Ingrids bolig, rummer kongens bolig og er istandsat og moderniseret til brug for kongeparret.
- Christian IX's Palæ, eller Schacks Palæ – det sydøstlige palæ, er dronning Margrethe 2.s palæ.

Hvert palæ har en hovedport og en køkkenport; hovedportene ligger ved Amaliegade, køkkenportene ligger ved Frederiksgade.

## Ombygning til kongelig residens og senere begivenheder
I 1794 blev Amalienborg efter Christiansborg Slots brand overtaget af kongehuset, og C.F. Harsdorff blev sat til at ombygge palæerne og forbinde kronprinsens bolig (Schacks Palæ) med kongens (Moltkes Palæ) ved en midlertidig elegant kolonnade, der blev opført af pudset tømmer. Harsdorff forhøjede alle palæernes mellembygninger mellem hovedbygning og pavilloner med en etage og nedlagde vestibulerne i alle fire palæer for at skaffe plads.
Heldigvis var Harsdorff sig anlæggets kvaliteter bevidst, og hans forhøjelser af palæernes mellembygninger mellem hovedbygning og pavilloner blev udført i puds, så hans indgreb kunne skelnes fra Eigveds oprindelige sandstensfacader.
Først efter Påskekrisen i 1920 blev Amalienborg kongehusets permanente residens.

### Under besættelsen
Ved Danmarks besættelse 9. april 1940 blev også Amalienborg kl. ca. 5:50 angrebet af tyske styrker, der var gået i land ved Langelinie. Vagthavende officer, kaptajn Poul Henningsen, beordrede garderne frem til Residenspalæet for at bekæmpe de fremrykkende tyske soldater. Senere blev kampene indstillet, og tyskerne besluttede sig for ikke at rykke ind på slottet. Tre gardere blev såret.
Under Operation Safari den 29. august 1943 blev Amalienborg derimod indtaget af tyske tropper. På slottet befandt sig en vagtstyrke bestående af 30 menige samt befalingsmænd. Om natten den 29. august kl. 4:05 anmodede en tysk oberst ledsaget af en løjtnant og tre maskinpistolskytter om en samtale med H.K.H. kronprins Frederik (den senere Frederik 9.). Efter at de to tyske officerer havde forladt kronprinsen, gav kronprinsen instruktioner om, at der ikke skulle ydes modstand overfor en tysk besættelse af slottene. Angående afvæbningen gav kronprinsen ordre om, at våbnene skulle nedlægges, hvis anden ordning ikke kunne opnås ad forhandlingens vej. Kort efter ankom tyske soldater, i alt ca. 200 mand. Posterne inddroges og våbnene samledes udenfor vagten og overtoges af tyskerne, hvorefter vagtstyrken afmarcherede til kasernen og interneredes.
De danske byers politikorps blev arresteret den 19. september 1944 og deporteret til Tyskland. Politivagten ved Amalienborg, der havde beskyttet kongen, efter at Livgarden var blevet afvæbnet den 29. august 1943, forsvarede sig så resolut, at tyskerne senere meddelte, at det "havde været en misforståelse", da man ville internere vagtmandskabet. På dansk side blev to politifolk og palæforvalteren i Det Gule Palæ såret, mens hele 20 tyskere blev dræbt og det dobbelte antal såret. Blandt de dræbte var SS-Oberscharführer Fritz Himmel fra Petergruppen. Skader fra tysk kanonild kan stadig ses ved slottet, hvor der i 1952 blev opsat en mindeplade.
Selv om politiet blev taget af tyskerne i 1944, blev Amalienborg fortsat bevogtet af en dansk politistyrke helt frem til 4. maj 1945. Amalienborg slotsplads var det eneste sted, hvor ingen bevæbnet tysker fik lov til at sætte sine ben under besættelsen. Først blev de afvist af livgarden 9. april, og senere af politiet. Vagtstyrken var på 180 mand, der senere dannede "Amalienborgklubben".
Fra 1993 har Amalienborg været kandidat til optagelse på UNESCOs Verdensarvsliste.

### Christian VII's Palæ eller Moltkes Palæ
Christian VII's Palæ eller Moltkes Palæ er opført i årene 1750-1754 for overhofmarskal Adam Gottlob Moltke efter tegninger af Eigtved. Tidens bedste håndværkere og kunstnere var medvirkende til byggeriet, herunder hofbilledhugger Johann Christoph Petzold, der stod for al udvendig sandstensudsmykning, samt hofsnedkerne Louis-Augustin le Clerc, Dietrich Schäffer, billedhuggeren Bogislav Løffler og stukkatøren Giovanni-Battista Fossati, der fik kontrakt på udsmykningen i det indre. Resultatet blev et palæ af usædvanlig høj kvalitet, og riddersalen regnes blandt de fornemste rokokorum i Europa. Siden disse kunstneres indsats på Christiansborg gik tabt ved branden 1794, er Moltkes Palæ et af de få steder, hvor man kan forestille sig, hvordan gemakkerne på kongeslottet har set ud.
Eigtved døde i 1754 få måneder efter palæets indvielse, og Moltke erstattede ham med den franske arkitekt Nicolas-Henri Jardin. Han afsluttede de få udestående arbejder og indrettede en taffelsal i den nye Louis seize-stil. I riddersalen fik han indfældet malerier der senere ankom til Danmark af Louis Tocqué og François Boucher. De kompromitterede ikke Eigtveds grundidé. Taffelsalen rangerer som riddersalen blandt det ypperste i dansk arkitektur. 
Harsdorff indrettede i 1770'erne grevinde Moltkes soveværelse i louis seize-stil.
Efter Christiansborg Slots brand i 1794 stod den danske kongefamilie uden tag over hovedet. Få dage efter blev Moltkes Palæ købt til Christian 7. og Schacks Palæ til Kronprins Frederik (6.). Arkitekt C.F. Harsdorff blev sat til at skabe forbindelse mellem palæerne. De fik forhøjet mellembygningerne én etage for at afhjælpe pladsproblemerne, og de to palæer blev forbundet af kolonnaden med en løngang i første sals højde, båret af otte joniske søjler, der tillod passage af trafikken i Amaliegade.
For at skabe plads til hofstaben blev gulvet i vestibulen hævet og opdelt i tre kontorer. Palæet kaldtes nu Christian VII's Palæ. Efter Christian 7.s død i 1808 anvendte Frederik 6. palæet til sin hofstab. Udenrigsministeriet benyttede dele af palæet i tidsrummet 1852-1885, men fra 1885 blev palæet udelukkende benyttet som gæste- og repræsentationspalæ. Der har dog i korte perioder været kongebolig, når istandsættelse af andre af residenspalæerne har gjort det nødvendigt. I 1971-75 var der indrettet en lille børnehave og siden skole for prinserne Frederik og Joachim i palæet.
Slots- og Ejendomsstyrelsen (i dag Styrelsen for Slotte & Kulturejendomme) begyndte i 1982 en udvendig restaurering af palæet med total udskiftning af den nedslidte sandstensbeklædning. I 1993-1996 foretog styrelsen en indvendig hovedrestaurering, hvorved vestibulen blev genskabt og der atter kom tre døre i midtrisalitten mod slotspladsen. Restaureringen er i 1999 blevet tildelt medalje fra den europæiske bevaringsorganisation Europa Nostra.

### Christian VIII's Palæ eller Levetzaus Palæ
Christian VIII's Palæ eller Levetzaus Palæ blev bygget for gehejmekonferensråd Christian Frederik von Levetzau i 1750-1760. Efter hofbygmester Nicolai Eigtveds død i 1754 fuldførte Lauritz de Thurah loyalt byggeriet efter hans tegninger. Det færdige palæ var ikke kvalitativt på højde med Moltkes Palæ, for de økonomiske midler flød ikke lige så rigeligt. Levetzau døde i 1756, og palæet forblev i familiens eje (Stamhuset Restrup) indtil 1794.
Efter Christiansborg Slots brand i 1794 købte arveprins Frederik palæet. Ved salget betingede Levetzau-familien sig, at grevens våben aldrig måtte nedtages fra bygningen. Således prydes palæet fortsat af Levetzaus og hans hustru Sophie Rantzaus våben ved siden af Rigsvåbenet. Prinsen lod maleren og arkitekten Nicolai Abildgaard modernisere det i den nye empirestil. Da arveprinsen døde i 1805, overtog sønnen prins Christian Frederik både palæ og arkitekt. Abildgaard døde i 1809, og nyindretningen gik i stå.
I 1839 blev prins Christian Frederik konge under navnet Christian 8., og palæet kaldtes herefter Christian 8.'s Palæ. Kongen døde i 1848 og hans enkedronning i 1881. Fra 1885 benyttede Udenrigsministeriet en del af palæet. I 1898 blev det indrettet som residens for kronprins Christian (10.) og prinsesse Alexandrine, og efter Christian 10.'s død i 1947 blev palæet stillet til rådighed for arveprins Knud.
I 1980'erne påbegyndte Slots- og Ejendomsstyrelsen en større restaurering af palæet. Der blev bl.a. indrettet bolig og repræsentationslokaler for kronprins Frederik. Der blev også indrettet depot for Dronningens Håndbibliotek og et nyt museum for den glücksborgske kongeslægt, Amalienborgmuseet.

### Frederik VIII's Palæ eller Brockdorffs Palæ
Frederik VIII's Palæ, eller Brockdorffs Palæ, blev bygget i 1750-60 for baron Joachim von Brockdorff under hofbygmester Nicolai Eigtveds ledelse. Efter arkitektens død i 1754 fuldførte generalbygmester Lauritz de Thurah også dette palæ. Bygherren døde allerede i 1763, og den rige Adam Gottlob Moltke i nabopalæet erhvervede bygningen. To år senere solgte han det til kong Frederik 5.
Fra 1767 fungerede palæet som Landkadetakademi. Under en ombygning sænkedes loftet i Riddersalen, der blev brugt til gymnastik. I 1788 blev landkadetterne skiftet ud med søkadetter, og efter Slaget på Reden i 1801 blev der behov for flere søkadetter. Pladsproblemet blev løst ved at forhøje palæets mellembygninger med en etage, som det var sket med de øvrige palæer nogle år forinden under Harsdorffs ledelse.
Kadetterne måtte rømme palæet, da Frederik 6. ønskede sin datter prinsesse Vilhelmine og tronfølgeren prins Frederik (7.) bosat her efter deres bryllup. I 1827-28 foretog arkitekten Jørgen Hansen Koch en gennemgribende modernisering i empirestil. Fra ægteskabets opløsning i 1837 til kronprins Frederik (8.) indflytning i 1869 husede palæet skiftende medlemmer af kongefamilien. Kronprinsen blev konge i 1906, og palæet blev nu opkaldt efter ham. Han nåede kun at residere her som konge i seks år.
1935-1936 blev bygningen istandsat af kgl. bygningsinspektør Thorvald Jørgensen til brug for tronfølgerparret kronprins Frederik (9.) og kronprinsesse Ingrid. Dronning Ingrid boede i palæet til sin død i november 2000.
I 2004-2009 blev Frederik VIII's Palæ gennemgribende istandsat som bolig for daværende kronprins Frederik og kronprinsesse Mary med tilhørende repræsentations- og administrationslokaler for kronprinsens hof. Under restaureringen kom flere skjulte stuklofter for dagens lys. Kgl. bygningsinspektør Erik Einar Holms Tegnestue assisteret af Arkitema stod for restaureringen. Palæets repræsentative rum er udstyret med kunstværker af Kasper Bonnén, Jesper Christiansen, Olafur Eliasson, Erik A. Frandsen, Signe Guttormsen, Eske Kath, John Kørner, Tal R, Morten Schelde og Kathrine Ærtebjerg.

### Christian IX's Palæ eller Schacks Palæ
Christian IX's Palæ eller Schacks Palæ blev påbegyndt i 1750 efter Nicolai Eigtveds projekt. Byggeriet blev efter hans død først ledet af arkitekterne Christian Joseph Zuber og senere af Philip de Lange. Omkring 1754 kom bygherren, gehejmekonferensråd Severin Løvenskiold, i pengenød, og grevinde Anna Sophie Schack overtog palæet med tanke for sin stedsønnesøn, Hans Schack. En brand kort tid efter forsinkede færdiggørelsen yderligere et par år.
Hans Schack blev i 1757 svigersøn til overhofmarskal Adam Gottlob Moltke. Det kom det langsommelige byggeri til gavn, idet svigerfaderen udlånte sine bedste kunsthåndværkere til færdiggørelsen af interiørerne. Forsinkelsen af byggeriet indebar desuden, at interiørerne blev mere præget af den nye stilart, louis seize, end de øvrige tre palæer.
Efter kongefamiliens køb af Moltkes og Schacks Palæer i 1794, blev de forbundne ved det omtalte kolonnade af Harsdorff, vestibulerne blev inddraget til værelser og mellembygningerne blev forhøjet.
Kronprinsen, der efter kuppet i 1784 havde regeret for sin syge far, blev i 1808 konge som Frederik 6.. Efter hans død i 1839 og hans hustrus i 1852 blev palæet benyttet af blandt andre Højesteret og Udenrigsministeriet.
I 1863 blev palæet stillet til rådighed for Christian 9., "Europas svigerfar". Han boede her til sin død i 1906, hvorefter hjemmet stod urørt indtil en registrering af effekterne fandt sted i 1948. De indgår nu i Amalienborgmuseet.
I 1967 gennemgik palæet en fornem istandsættelse til tronfølgeren, prinsesse Margrethe, og prins Henrik. Dronning Margrethe 2. benytter nu palæet som residenspalæ.

## Amalienborg Slotsplads
Amalienborg Slotsplads er navnet på den plads, der er indrammet af Amalienborgs fire palæer. Langs den sydøst-nordvestlige akse af pladsen er der frit udsyn mod nordvest Marmorkirken og mod sydøst Operahuset på den anden side af havneløbet.
I 1886 blev pladsens fortove og rytterstatuens omgivelser belagt med en italiensk-inspireret mosaikbelægning efter tegninger af Johan Daniel Herholdt. Belægningen omkring rytterstatuen blev fjernet ved statuens restaurering i 1998.

## Amalienborg-aksen før og nu
Amalienborg-aksen kaldes den monumentalakse, som begynder ved Frederikskirken og fortsætter forbi rytterstatuen af Frederik 5. Han kigger mod kirkens kuppel. Kirken og de fire adelige palæer og Frederiksstadens borgerlige bebyggelse symboliserede samfundshierarkiet: den enevældige konge har sin magt fra Gud og distribuerede den videre via adelen og sit jordiske regimente. Dengang var der tømmerpladser ved havnen, og havnesiden var den uattraktive side, hvorfor de to palæer fjernest fra kirken, Brockdorffs og Schacks, var de mindst eftertragtede. Aksen havde sit forløb mellem kirken og rytterstatuen.
I nyere tid er aksens betydning blev ændret og forlænget mod Holmen ved opførelsen af Amaliehaven og Operaen på Holmen, der begge er doneret af A.P. Møller og Hustru Chastine Mc-Kinney Møllers Fond til almene Formaal. Det er sagt, at aksen nu forbinder kirken, kongehuset, handelen og kunsten (Gud, Kongehuset og Mærsk).
Opførelsen af Operaen har indvirket på oplevelsen af Amalienborg Slotsplads som pladsrum, idet operahuset allerede fra en position foran Marmorkirken og Bredgade opleves som et stort volumen, der danner baggrund for rytterstatuen, i stedet for den blå himmel. Der er delte meninger om den rumlige påvirkning af rokokoanlægget. Kritikere mener, at Operaen forklejner det elegante anlæg, og at Operaens designere har ignoreret den rumlige effekt ved byggeriets store skalaforhold. De hævder desuden, at imitationen af en arkitektonisk aksial model fra barokken er mislykket, utidssvarende og irrelevant, og at den forbigår modernismens indflydelse i det 20. århundrede. Tilhængerne mener, at Operaen og dens placering tilfører monumentalitet til byrummet og er i tråd med den arkitekturopfattelse, som har skabt Frederiksstaden.
Da Kurt Thorsen stadig var ejer af Dokøen, hvor Operaen blev bygget, projekterede han et boligbyggeri på grunden, hvor aksen skulle have været markeret af en portal. En sådan løsning ville til en vis grad have bevaret himlen som visuel indramning af rytterstatuen.

## Palæforvaltere på Amalienborg
Denne liste er ufuldstændig; hjælp gerne med at udfylde den.
| Navn                         | Periode     |
| ---------------------------- | ----------- |
| Carl Harild                  | 1921 – 1932 |
| Hother A. Paludan            | 1932 – 1942 |
| Christian Otto Schlichtkrull | 1942 – 1952 |
| Ejner Hugo Augsburg          | 1952 –      |
| Ole Nørring                  | 1994 – 2003 |
| Jens Greve                   | 2003 – 2015 |